# ادی کلیتون
ادی کلیتون (انگلیسی: Eddie Clayton؛ زادهٔ ۷ مهٔ ۱۹۳۷) بازیکن فوتبال اهل بریتانیا است.
از باشگاه‌هایی که در آن بازی کرده‌است می‌توان به باشگاه فوتبال مارگیت، باشگاه فوتبال ساوتند یونایتد، و باشگاه فوتبال تاتنهام هاتسپر اشاره کرد.